# アミナール

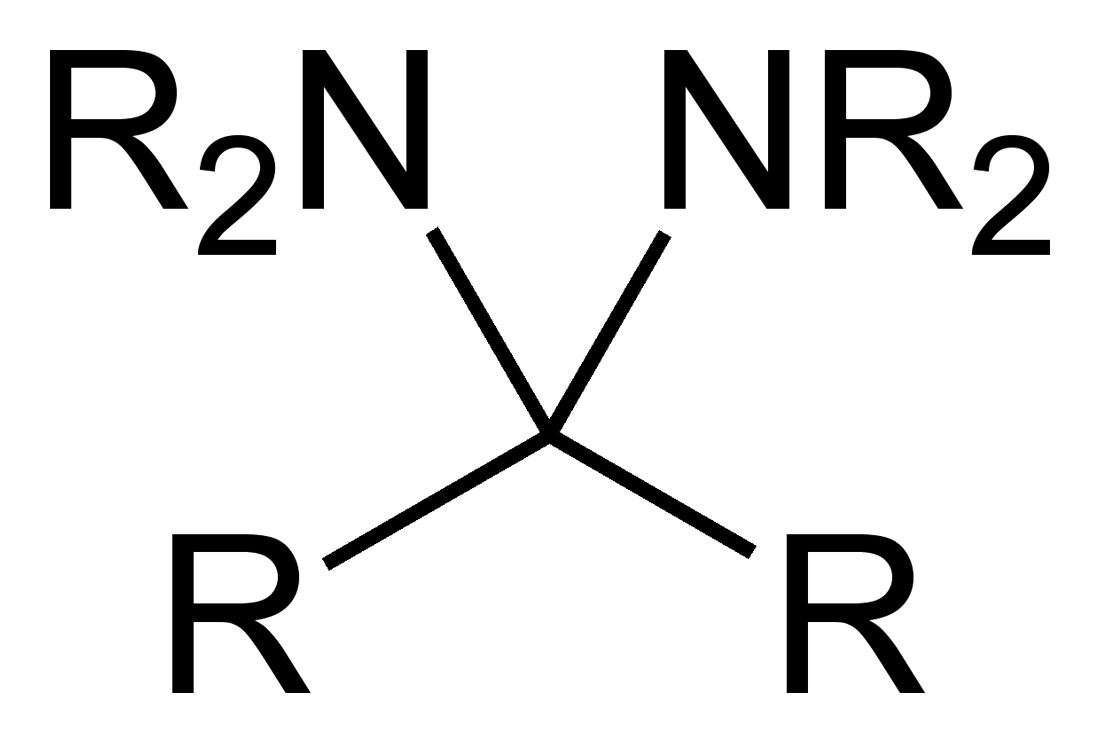
アミナールの一般構造式

アミナール (aminal) とは、有機化合物のジアミンのうち、同じ炭素上にアミノ基が2個結びついた構造を持つ gem-ジアミンの呼称。アミノアセタール とも。
ヘミアミナールエーテル（α-アミノエーテル）のことを「アミナール」と呼ぶ用例があるが、IUPAC では推奨していない (discouraged)。

## 発生
イミンにアミンが付加するとアミナールが発生する。ヘミアミナールが生成してそこから脱水反応が起こらない場合、ヒドロキシ基がアミノ基に置き換わってアミナールとなる。